# Liste der Biografien/Balt
Liste der Biografien |
Portal Biografien |
Personensuche
# |
A |
B |
C |
D |
E |
F |
G |
H |
I |
J |
K |
L |
M |
N |
O |
P |
Q |
R |
S |
T |
U |
V |
W |
X |
Y |
Z |
?
 
Ba |
Be |
Bd |
Bg |
Bh |
Bi |
Bj |
Bl |
Bm |
Bn |
Bo |
Br |
Bs |
Bu |
Bw |
By |
Bz
 
Baa |
Bab |
Bac |
Bad |
Bae |
Baf |
Bag |
Bah |
Bai |
Baj |
Bak |
Bal |
Bam |
Ban |
Bao |
Bap |
Baq |
Bar |
Bas |
Bat |
Bau |
Bav |
Baw |
Bax–Baz
 
Bala |
Balb |
Balc |
Bald |
Bale |
Balf |
Balg |
Balh |
Bali |
Balj |
Balk |
Ball |
Balm |
Baln |
Balo |
Balp |
Balq |
Bals |
Balt |
Balu |
Balv |
Balw |
Baly |
Balz
Die Liste der Biografien führt alle Personen auf, die in der deutschsprachigen Wikipedia einen Artikel haben. Dieses ist eine Teilliste mit 224 Einträgen von Personen, deren Namen mit den Buchstaben „Balt“ beginnt.

## Balt
- Balt, Marek (* 1973), polnischer Politiker und Wirtschaftswissenschaftler
- Balt, Monika (* 1951), deutsche Politikerin (SED, PDS), MdB

### Balta
- Balta, Hakan (* 1983), türkisch-deutscher FußballspielerHakan Balta (* 1983)

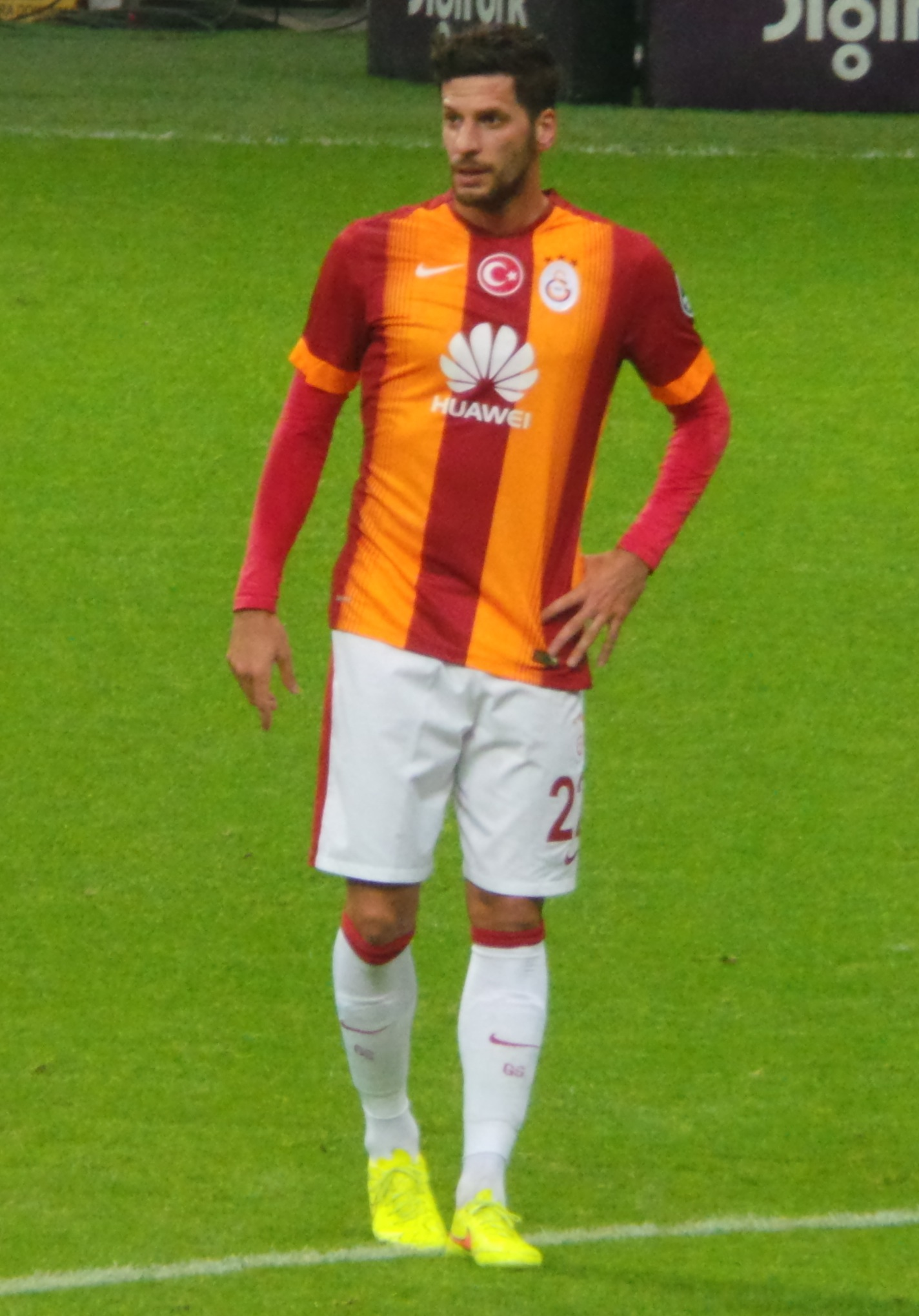
Hakan Balta (* 1983)

- Balta, Ksenija (* 1986), estnische Leichtathletin
- Balta, Sibel, Psychologin und freie Journalistin
- Baltacha, Elena (1983–2014), britische Tennisspielerin
- Baltacı, Ecem (* 1994), türkische Schauspielerin
- Baltacı, Metehan (* 2002), türkischer Fußballspieler
- Baltacı, Özkan (* 1994), türkischer Hammerwerfer
- Baltaji Mehmed Pascha (1662–1712), Großwesir des Osmanischen Reiches
- Baltakis, Algimantas (1930–2022), litauischer Dichter, Literaturkritiker, Redakteur und Übersetzer
- Baltakis, Kęstutis (* 1957), litauischer Badmintonspieler
- Baltakis, Paulius Antanas (1925–2019), litauischer Ordensgeistlicher, römisch-katholischer Auslandsbischof der Litauer
- Baltán, Óscar (* 2003), kolumbianischer Sprinter
- Baltanow, Latschesar (* 1988), bulgarischer Fußballspieler
- Baltar, Amelita (* 1940), argentinische Folk- und Tangosängerin
- Baltard, Louis-Pierre (1764–1846), französischer Architekt, Maler und Radierer
- Baltard, Victor (1805–1874), französischer Architekt
- Baltas, Aristidis (* 1943), griechischer Wissenschaftler und Politiker der Partei Syriza
- Baltasar Carlos von Spanien (1629–1646), Fürst von AsturienBaltasar Carlos von Spanien (1629–1646)

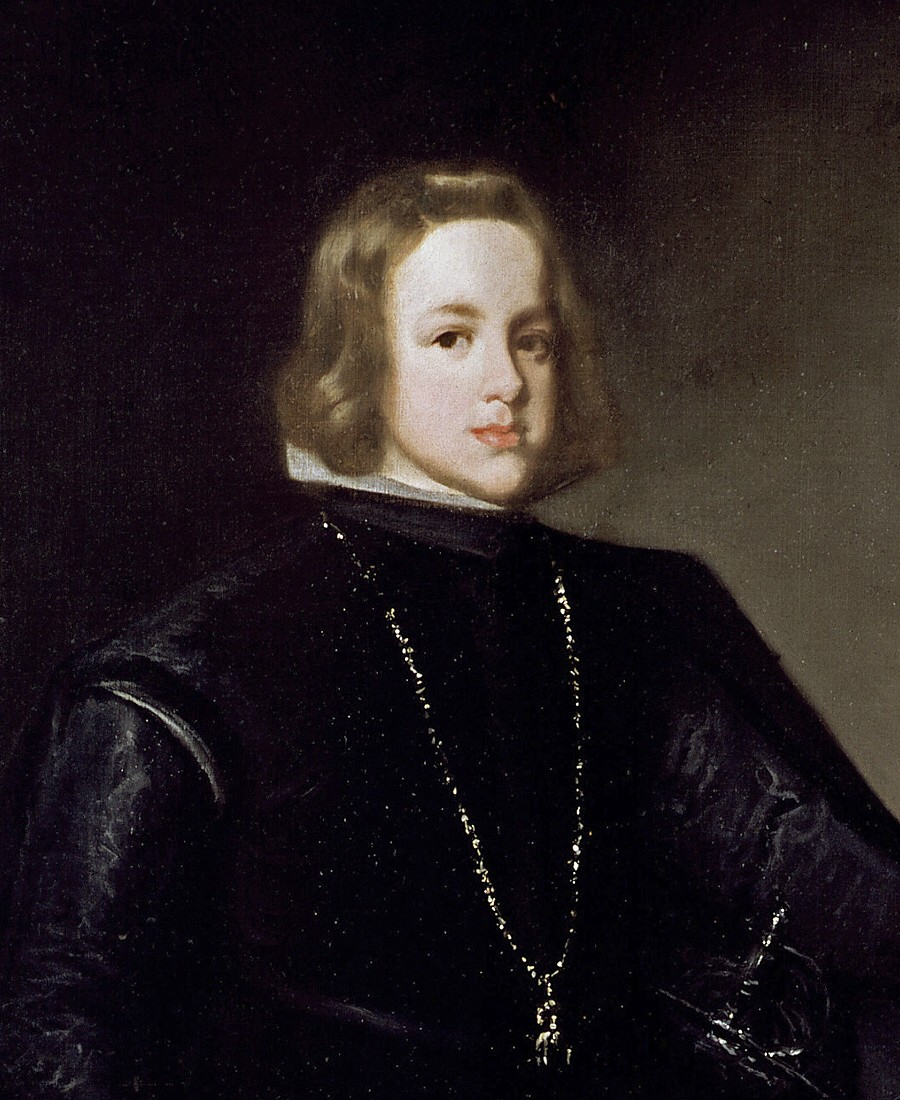
Baltasar Carlos von Spanien (1629–1646)

- Baltasar Kormákur (* 1966), isländischer Schauspieler, Filmregisseur und -produzent
- Baltasar Martin (1520–1553), Volksheld der Kanareninsel La Palma
- Baltatscha, Serhij (* 1958), sowjetischer Fußballspieler
- Baltatzis-Mavrokordatos, Nikolaos (* 1897), griechischer Wasserballspieler
- Baltaxa, Matan (* 1995), israelischer Fußballspieler
- Baltayan, Lauren (* 2007), französische Squashspielerin
- Baltazar, Apcar (1880–1909), rumänischer Maler
- Baltazar, Camil (1902–1977), rumänischer Lyriker, Journalist und Übersetzer
- Baltazar, Gabe (1929–2022), US-amerikanischer Jazzmusiker
- Baltazar, Jorge (* 1982), mexikanischer Squashspieler
- Baltazar, Maria de Moráis Junior (* 1959), brasilianischer Fußballspieler
- Baltazar, Mario de Leon (1926–2012), philippinischer Ordensgeistlicher, römisch-katholischer Bischofsprälat
- Baltazor, Shawn (* 1983), US-amerikanischer Jazzmusiker
- Baltazzi, Alexander (1850–1914), österreichisch-griechischer Pferdesportler
- Baltazzi, Aristides (1853–1914), Pferdezüchter, Abgeordneter des Österreichischen Reichstages und Großgrundbesitzer
- Baltazzi, Hector (1851–1916), Pferdesportler und Herrenreiter
- Baltazzi, Heinrich (1858–1929), österreichischer Offizier und PferdesportlerHeinrich Baltazzi (1858–1929)

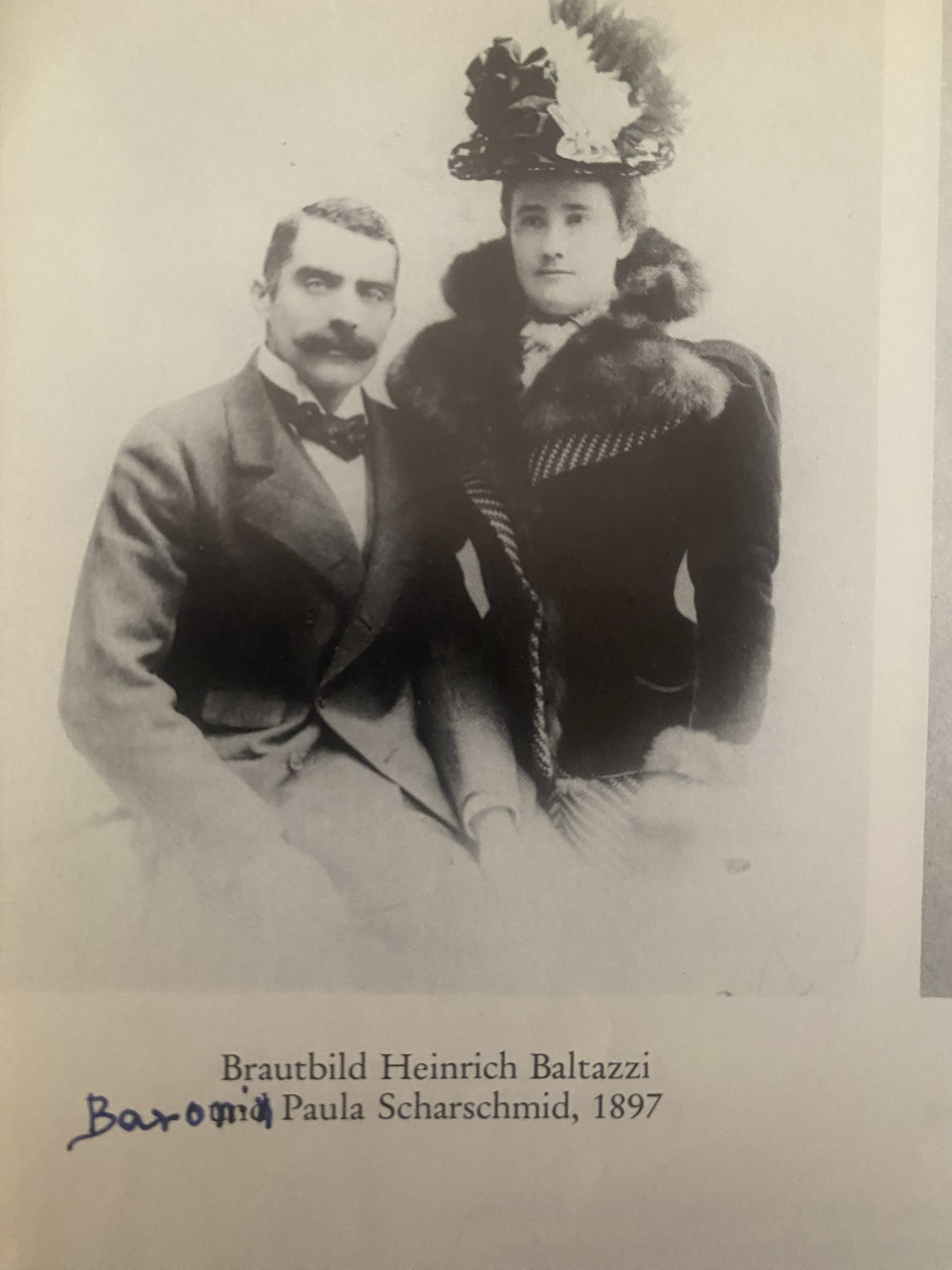
Heinrich Baltazzi (1858–1929)

### Balte
- Balte, Bert (* 1963), niederländischer Fußballspieler und -trainer
- Balte, Werner (1948–2007), deutscher Fußballspieler
- Balten, Adam (* 1983), deutscher Politiker (AfD), Bundestagsabgeordneter
- Baltens, Pieter († 1584), flämischer Maler, Stecher und Dichter
- Baltensperger, Ernst (* 1942), Schweizer Wirtschaftswissenschaftler
- Baltensperger, Jakob (1883–1949), Schweizer Geodät und Eidgenössischer Vermessungsdirektor
- Baltensperger, Markus (* 1970), deutscher Musiker und Musikproduzent
- Baltensperger, Pierre (1927–1999), Schweizer Goldschmied, Maler und Grafiker
- Baltensperger, Stefan (* 1976), Schweizer Künstler
- Baltensperger, Walter (1927–2015), Schweizer Physiker und Hochschullehrer
- Baltensweiler, Armin (1920–2009), Schweizer Manager, Ehrenpräsident von swissair
- Baltensweiler, Rosmarie (1927–2020), Schweizer Designerin, Innenarchitektin und Unternehmerin
- Balter, Max (1905–1960), polnisch-österreichischer Schauspieler
- Balter, Michael (* 1976), belgischer Politiker
- Balter, Samuel (1909–1998), US-amerikanischer Basketballspieler
- Balter, Sylvia (1902–1993), polnisch-österreichische Bibliothekarin und Germanistin
- Baltermanz, Dmitri (1912–1990), sowjetischer Fotojournalist
- Balters, Wilhelm (1893–1973), deutscher Zahnheilkundler
- Baltes, Adalbert (1916–1992), deutscher Regisseur von Kultur- und Werbefilmen und Erfinder
- Baltes, Andreas (1930–2001), deutscher Pädagoge und Politiker (SPD), MdB
- Baltes, Benjamin (* 1984), deutscher Fußballspieler
- Baltes, Bruno (1901–1944), deutscher römisch-katholischer Geistlicher, Benediktiner und Märtyrer
- Baltes, Christina (* 1962), deutsche Politikerin (SPD), MdL
- Baltes, Guido (* 1968), deutscher evangelischer Theologe und Musiker
- Baltes, Guido H. (* 1970), deutscher Ingenieur
- Baltes, Hansjörg (* 1964), deutscher Eisschnellläufer
- Baltes, Heiner (* 1949), deutscher Fußballspieler
- Baltes, Henry (* 1941), Schweizer Physiker und Hochschullehrer
- Baltes, Joachim (* 1955), deutscher Jurist, Hochschullehrer und Staatsrat
- Baltes, Jörg (* 1957), deutscher Zeichner, Grafiker, Karikaturist und Bildhauer
- Baltes, Julia (* 1989), deutsche Winzerin und ehemalige Deutsche Weinkönigin 2012/13
- Baltes, Luis (* 1984), deutscher Rapper und Beatboxer
- Baltes, Margret Maria (1939–1999), deutsche Psychologin und Gerontologin
- Baltes, Matthias (1940–2003), deutscher Klassischer Philologe
- Baltes, Paul B. (1939–2006), deutscher Psychologe und Gerontologe
- Baltes, Peter (1897–1941), deutscher Politiker (NSDAP)
- Baltes, Peter (* 1958), deutscher BassistPeter Baltes (* 1958)

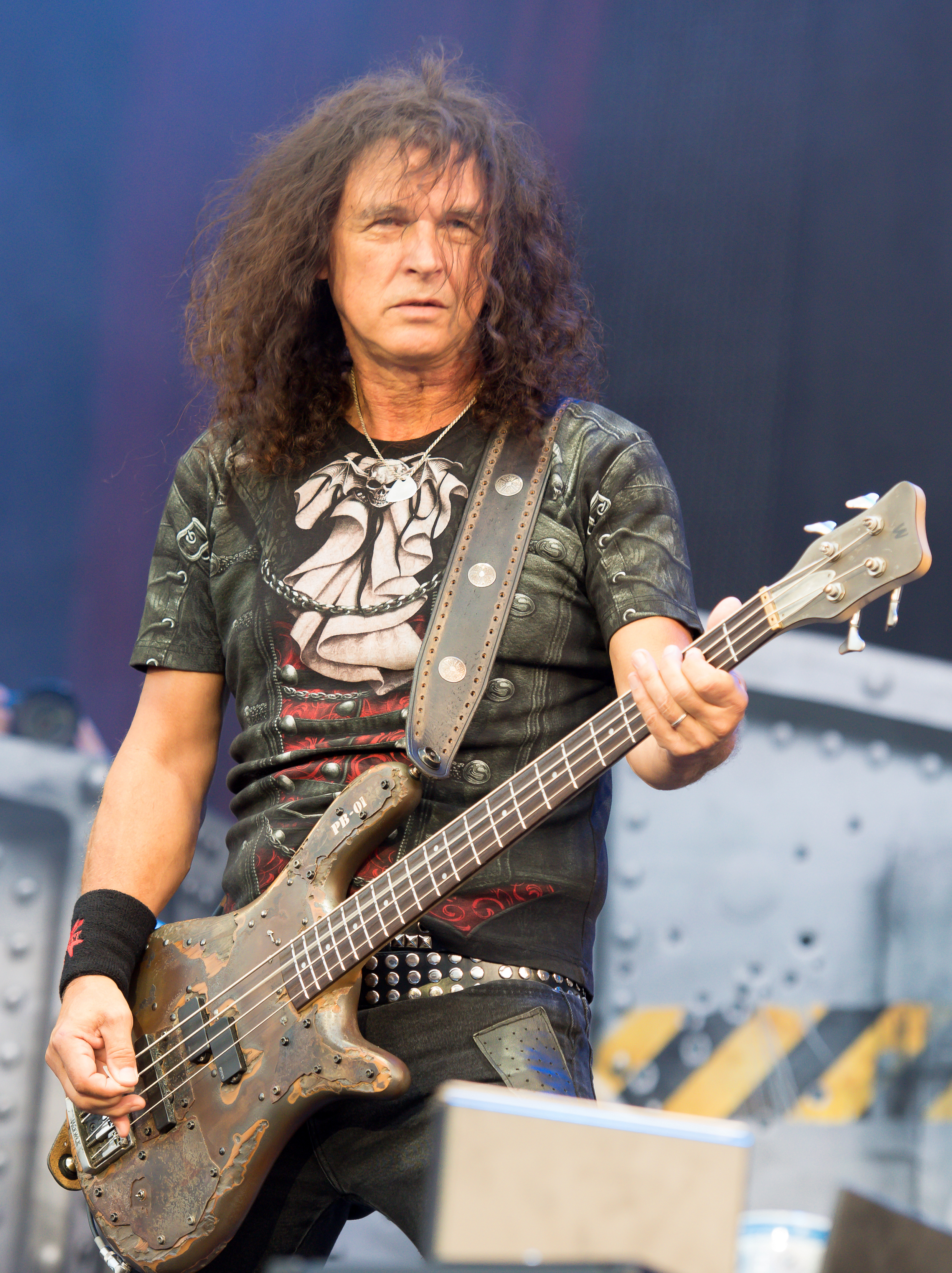
Peter Baltes (* 1958)

- Baltes, Peter Joseph (1827–1886), deutsch-US-amerikanischer Theologe und Bischof von Alton, Illinois
- Baltes, Werner (1929–2013), deutscher Lebensmittelchemiker und Hochschullehrer
- Balteschwiler, Blasius (1752–1832), Schweizer Baumeister
- Baltet, Charles (1830–1908), französischer Baumschulbesitzer und Pomologe

### Balth
- Balth, Carel (1939–2019), niederländischer Künstler
- Balthart († 798), Benediktiner
- Balthasar († 1472), Herzog von Sagan, Söldnerführer des Deutschen Ordens, Feldhauptmann von Breslau
- Balthasar (1336–1406), Markgraf von Meißen, Landgraf von ThüringenBalthasar (1336–1406)

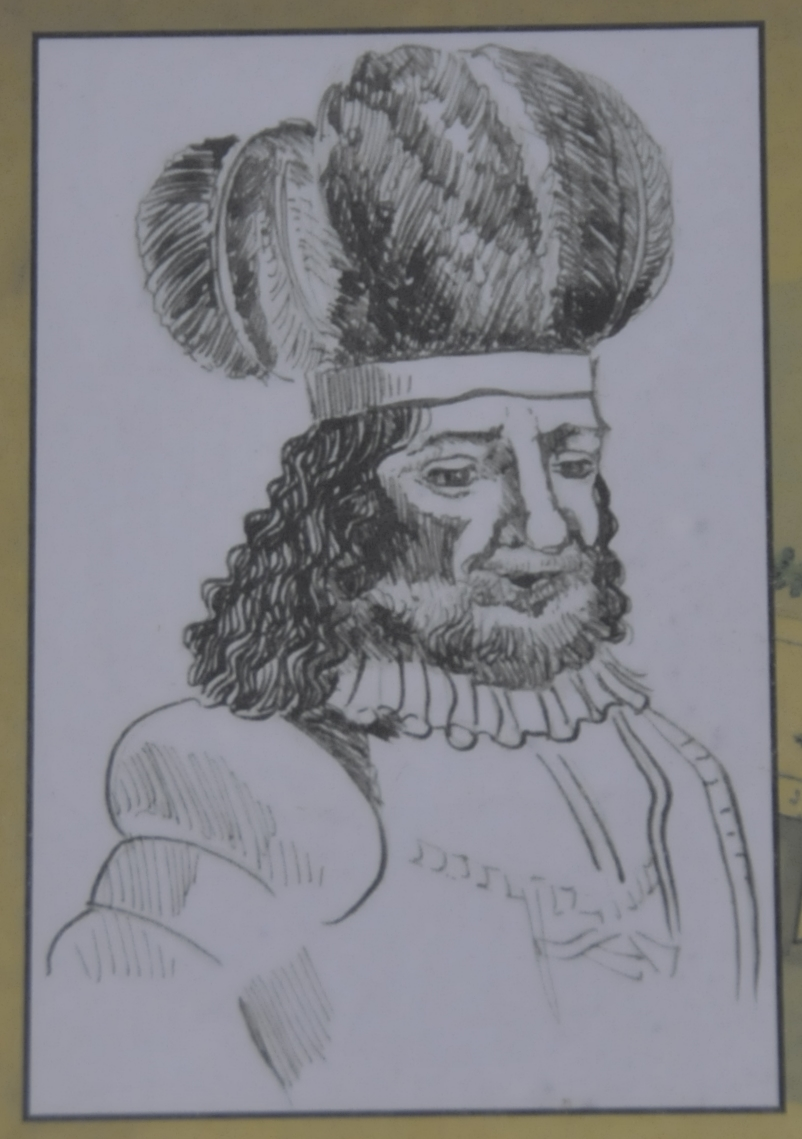
Balthasar (1336–1406)

- Balthasar († 1421), Herr zu Werle-Güstrow, Fürst von Wenden
- Balthasar (1451–1507), Herzog von Mecklenburg
- Balthasar (1520–1568), Graf von Nassau-Wiesbaden-Idstein
- Balthasar der Glaser, Schweizer Glasmaler
- Balthasar Merklin († 1531), Reichsvizekanzler, Bischof von Hildesheim und Konstanz
- Balthasar von Büren († 1517), Gograf im Amt Werne
- Balthasar von Esens († 1540), ostfriesischer Häuptling
- Balthasar, Alexander (* 1961), österreichischer Verwaltungsbeamter und Staatswissenschaftler
- Balthasar, Anna Christina Ehrenfried von (1737–1808), Baccalaurea der Künste und der Philosophie
- Balthasar, Augustin von (1701–1786), deutscher Jurist und Gelehrter in Schwedisch-Pommern
- Balthasar, Augustinus (1632–1688), deutscher evangelischer Theologe
- Balthasar, Basilius (1709–1776), Bibliothekar des Klosters St. Gallen
- Balthasar, Christiane (* 1970), deutsche Filmregisseurin
- Balthasar, Eucharius, Benediktiner und Abtvertreter
- Balthasar, Felix (1794–1854), Schweizer Politiker (liberal)
- Balthasar, Friedrich von (1777–1811), preußischer Beamter
- Balthasar, Georg († 1629), böhmischer Bauer und Laienprediger
- Balthasar, Georg Nikolaus von (1692–1753), deutscher Militär in schwedischen Diensten
- Balthasar, Hans Urs von (1905–1988), Schweizer katholischer Theologe und KardinalHans Urs von Balthasar (1905–1988)

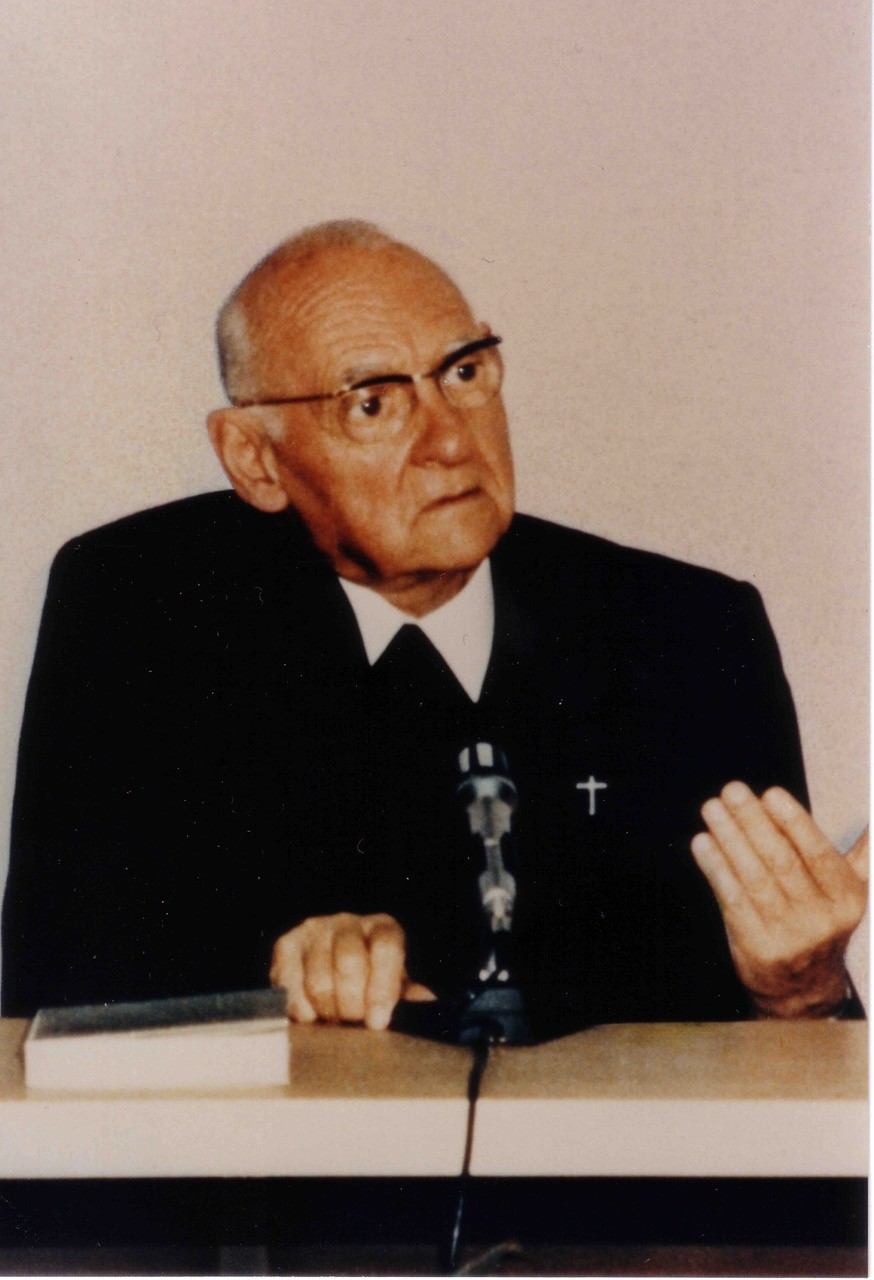
Hans Urs von Balthasar (1905–1988)

- Balthasar, Jacob (1652–1706), deutscher Rechtsgelehrter
- Balthasar, Jakob Heinrich von (1690–1763), deutscher evangelischer Theologe, Generalsuperintendent von Schwedisch-Pommern
- Balthasar, Jakob III. (1594–1670), deutscher Theologe
- Balthasar, Jakob IV. (1618–1691), deutscher Theologe
- Balthasar, Johann Gustav (1704–1773), deutscher Bürgermeister und Landrat
- Balthasar, Joseph Anton Felix von (1737–1810), Schweizer Politiker
- Balthasar, Karl (1868–1937), deutscher evangelischer Theologe und Hochschullehrer
- Balthasar, Klaus-Peter (* 1954), deutscher Jurist und Kommunalpolitiker
- Balthasar, Marcel (* 1939), luxemburgischer Bogenschütze
- Balthasar, Maria Barbara Franziska (1660–1737), Schweizer Äbtissin
- Balthasar, Philipp Jakob von (1726–1807), deutscher Theologe und Historiker
- Balthasar, Ramona (* 1964), deutsche Ruderin
- Balthasar, Renée von (1908–1986), Schweizer Ordensfrau und Generaloberin
- Balthasar, Sebastian (* 1996), deutscher Automobilrennfahrer
- Balthasar, Wilhelm (1914–1941), deutscher Offizier und Jagdflieger
- Balthasar, Wilhelm Augustin (1866–1933), deutscher Finanzbeamter und Bühnenautor
- Balthasar-Wolfradt, Wilhelm Augustin (1864–1945), Freimaurer
- Balthaus, Dirk (* 1965), deutscher Jazzpianist und Komponist
- Balthaus, Fritz (* 1952), deutscher bildender Künstler
- Balthazar, DJ (* 1977), bulgarischer DJ und Veranstalter
- Balthazar, Jean (1857–1926), deutscher Kaufmann und Industrieller
- Balthazár, Lajos (1921–1995), ungarischer Degenfechter
- Balthazar, Maike (* 1962), deutsche Handballspielerin und -trainerin
- Balthazar, Nic (* 1964), belgischer Fernsehjournalist, Autor und Filmregisseur
- Balthes, Fritz (1882–1914), siebenbürgisch-sächsischer Architekt
- Balthes, Heinz (* 1937), deutscher Bühnenbildner
- Balthoff, Alfred (1905–1989), deutscher Schauspieler, Hörspiel- und SynchronsprecherAlfred Balthoff (1905–1989)

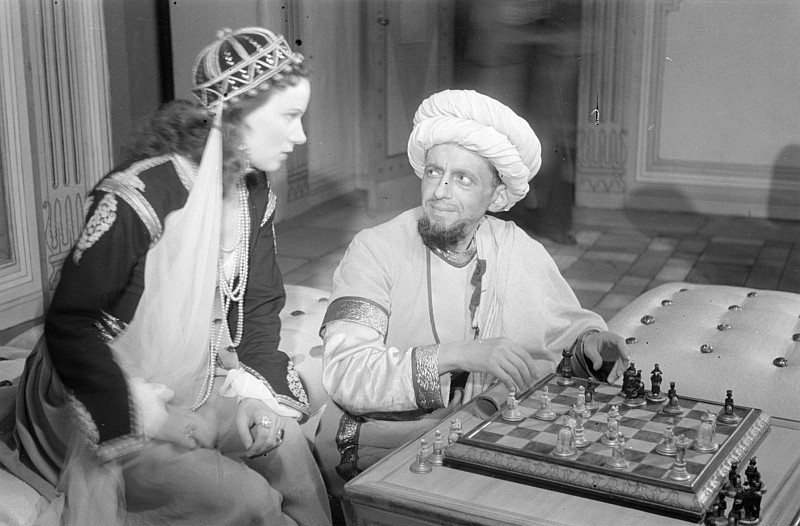
Alfred Balthoff (1905–1989)

- Balthus (1908–2001), polnisch-französischer Maler

### Balti
- Balti, Anis (* 1998), tunesischer Fußballspieler
- Balti, Bianca (* 1984), italienisches Fotomodell
- Balti, Rami (* 2001), tunesischer Sprinter
- Baltia, Herman (1863–1938), belgischer General-Leutnant und Politiker
- Baltić, Milutin (1920–2013), jugoslawischer Politiker
- Baltić, Tihomir (* 1976), kroatischer Handballspieler und -trainer
- Balticus, Martinus († 1601), deutscher Pädagoge, Dramatiker und Dichter
- Baltieri, Carlo Alberto (1922–1991), italienischer Filmeditor und Filmregisseur
- Baltierra, Danilo (* 1968), uruguayischer Fußballspieler und -trainer
- Baltijew, Ruslan (* 1978), kasachischer Fußballspieler
- Baltimore, Bryon (* 1952), kanadischer Eishockeyspieler und -trainer
- Baltimore, Charli (* 1974), US-amerikanische Rapperin und Modell
- Baltimore, David (* 1938), US-amerikanischer Virologe
- Baltimore, Sandy (* 2000), französische FußballspielerinSandy Baltimore (* 2000)

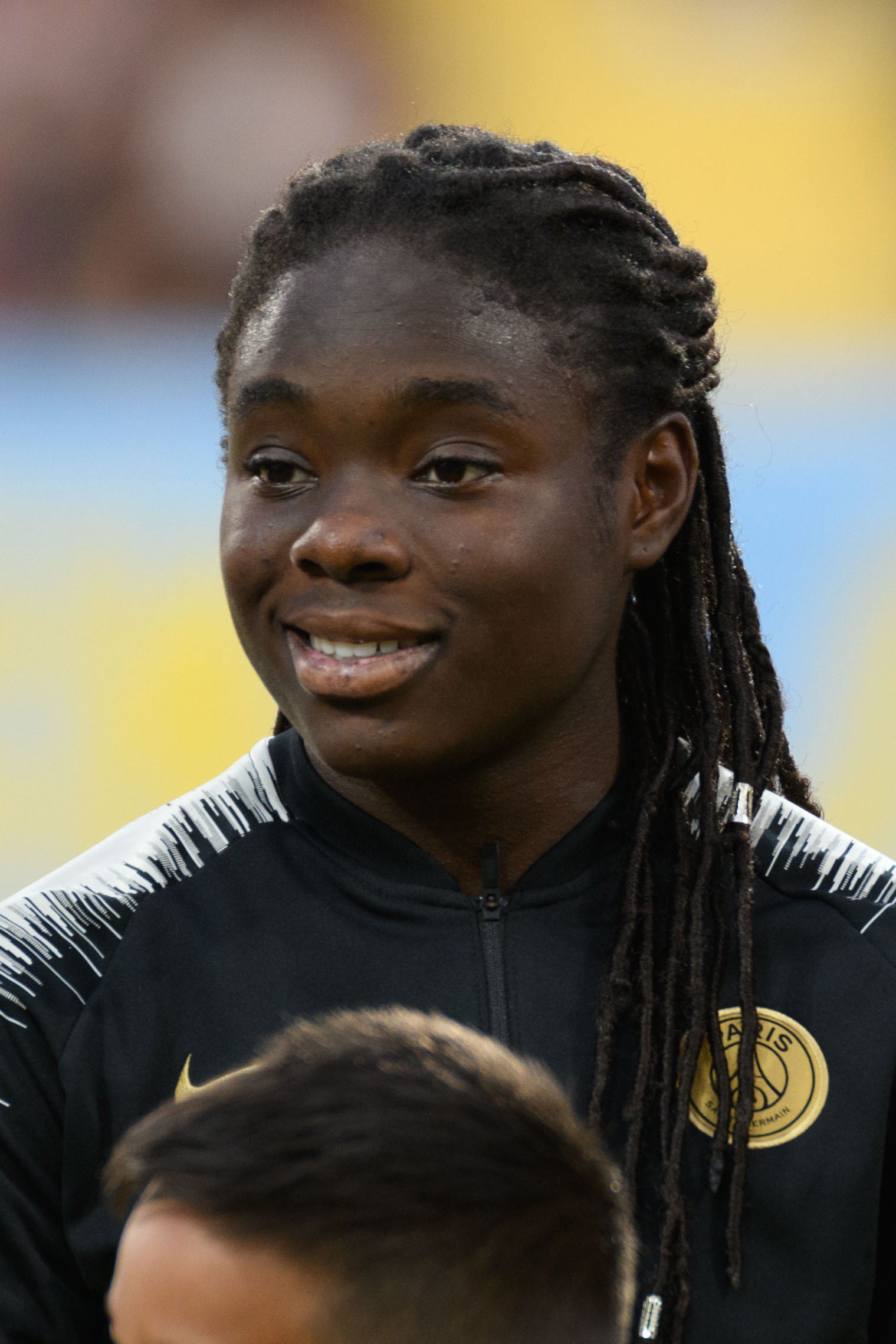
Sandy Baltimore (* 2000)

- Baltimore-Maler, apulischer Vasenmaler
- Baltin, Eduard Dmitrijewitsch (1936–2008), russischer Admiral und Befehlshaber der russischen Schwarzmeerflotte
- Baltin, Walter (1908–1973), deutscher evangelischer Theologe, Philologe und Religionspädagoge
- Balting, Julius (1876–1954), deutscher Fotograf und Stummfilmkameramann
- Baltis, Bernadette (* 1951), Schweizer Grafikerin und Briefmarkenkünstlerin
- Baltisberger, Chris (* 1991), Schweizer Eishockeyspieler
- Baltisberger, Hans (1922–1956), deutscher Motorradrennfahrer
- Baltisberger, Matthias (* 1951), Schweizer Botaniker
- Baltisberger, Phil (* 1995), Schweizer Eishockeyspieler
- Baltischwiler, Anna (1876–1952), Schweizer Medizinerin
- Baltisser, Martin (* 1969), Schweizer Politiker und Parteifunktionär (SVP)

### Baltl
- Baltl, Hermann (1918–2004), österreichischer Rechtswissenschaftler

### Balto
- Balto, Runar Myrnes (* 1987), norwegisch-samischer Politiker
- Bălțoi, Adela (* 1992), rumänische Langstreckenläuferin

### Baltr
- Baltraitienė, Virginija (* 1958), litauische Politikerin; stellvertretende Parlamentsvorsitzende
- Baltram, Florian (* 1997), österreichischer Eishockeyspieler
- Baltrėnas, Remigijus (* 1974), litauischer Generalleutnant
- Baltrip-Reyes, Carina (* 1998), panamaische Fußballspielerin
- Baltromei, Nina (* 1998), deutsche Galopprennreiterin
- Baltrukonis, Mauras (* 1994), litauischer Eishockeyspieler
- Baltrūnaitė, Laimė (* 1952), litauische Richterin
- Baltrušaitis, Jurgis (1903–1988), litauischer Kunsthistoriker
- Baltrusch, Anna-Victoria (* 1989), deutsche Kirchenmusikerin und Hochschullehrerin
- Baltrusch, Ernst (* 1956), deutscher Althistoriker
- Baltrusch, Frank (* 1964), deutscher Schwimmer
- Baltrusch, Friedrich (1876–1949), deutscher Politiker (DDP, DStP), MdR und christlicher Gewerkschafter
- Baltrusch, Günter (* 1942), deutscher Fußballspieler
- Baltrusch, Uwe, deutscher Musiker und Musikproduzent
- Baltruschat, Hans (1921–1984), deutscher Politiker (SPD)
- Baltruweit, Fritz (* 1955), deutscher Pastor und Liedermacher

### Balts
- Baltsa, Agnes (* 1944), griechische Opernsängerin (Mezzosopranistin)Agnes Baltsa (* 1944)

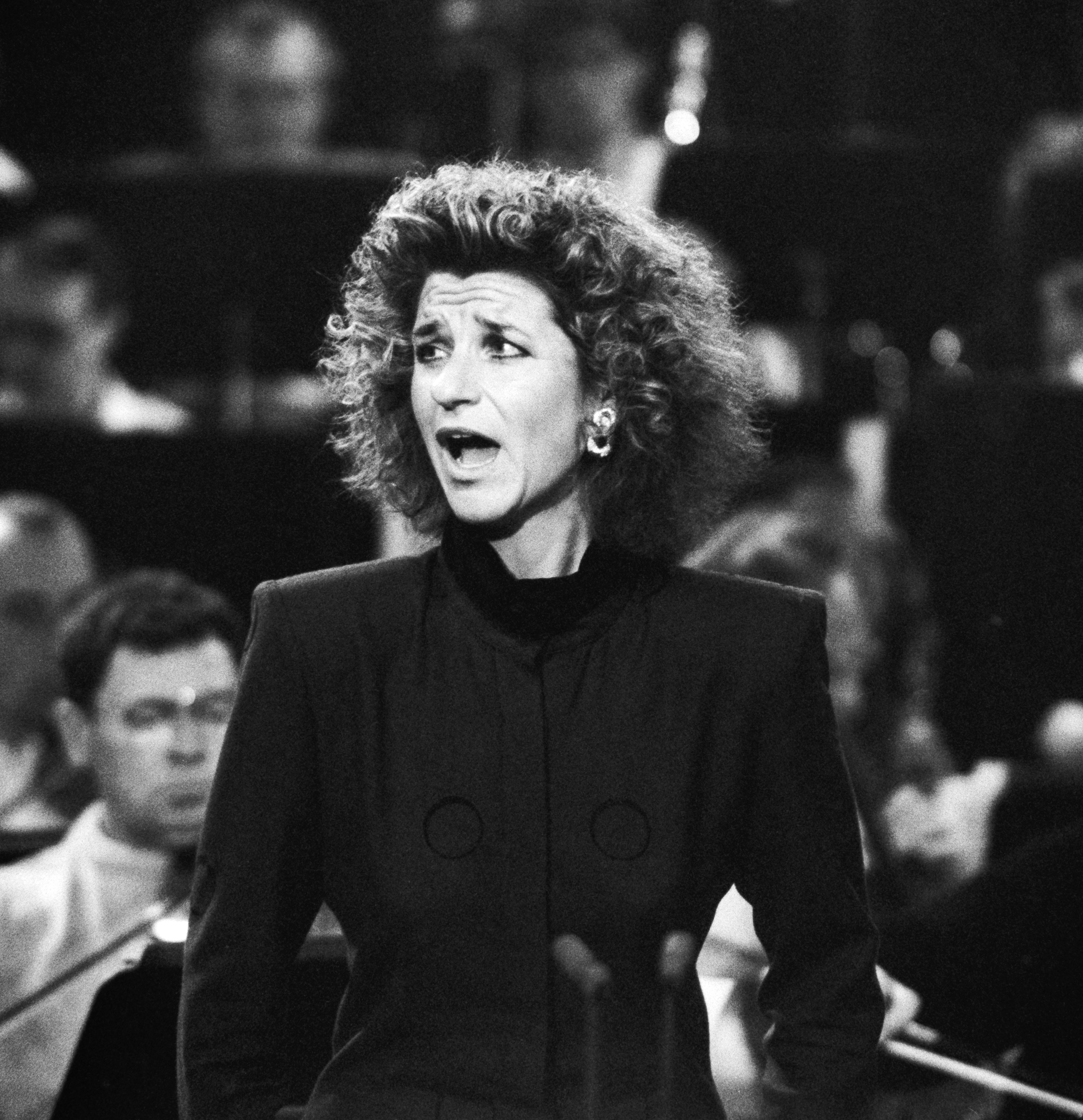
Agnes Baltsa (* 1944)

- Baltscheit, Martin (* 1965), deutscher Kinderbuchautor, Hörspielautor, Hörfunkmoderator, Regisseur und Illustrator
- Baltschev, Bettina (* 1973), deutsche Autorin, Publizistin, Journalistin
- Baltschun, Andreas, deutscher Filmeditor
- Baltschun, Boris (* 1974), deutscher Improvisationsmusiker und Klangkünstler

### Baltu
- Baltus de Pouilly, Basile Guy Marie Victor (1766–1845), französischer General
- Baltus, Barry (* 2004), belgischer Motorradrennfahrer
- Baltus, Elly (* 1956), niederländische Bildhauerin und Medailleurin
- Baltus, Gerd (1932–2019), deutscher Schauspieler, Hörspiel und Hörbuchsprecher
- Baltus, Noah (* 2002), niederländischer Mittelstreckenläufer
- Baltus, Philipp (* 1978), deutscher Schauspieler und Sprecher
- Baltušis, Jonas (1926–2004), litauischer Bibliothekar
- Baltuška, Raimundas Saulius (1937–2016), litauischer Pädagoge, Offizier, Befehlshaber der litauischen Marine und Flottillenadmiral
- Baltušnikas, Virginijus (* 1968), litauischer Fußballspieler
- Baltussen, Cora (1912–2005), niederländische Sozialarbeiterin
- Baltussen, Han (* 1960), niederländisch-australischer Klassischer Philologe und Philosophiehistoriker
- Baltuttis, Irma (1920–1958), deutsche Schlagersängerin
- Baltutytė, Elvyra (* 1954), litauische Richterin

### Balty
- Balty, Jean-Charles (* 1936), französisch-belgischer Klassischer Archäologe

### Baltz
- Baltz, Constanz von (1854–1918), preußischer Beamter, Landrat und Regierungspräsident
- Baltz, Friedrich Julius von (1800–1873), deutsch-baltisch-russischer Militäringenieur und Brückenbau-Ingenieur
- Baltz, Johanna (1849–1918), deutsche Autorin
- Baltz, Kirk (* 1959), US-amerikanischer Schauspieler
- Baltz, Lewis (1945–2014), US-amerikanischer Fotograf
- Baltz, William N. (1860–1943), US-amerikanischer Politiker
- Baltzar, Thomas († 1663), deutscher Violinist und Komponist
- Baltzarek, Franz (* 1944), österreichischer Wirtschaftshistoriker
- Baltzell, John (1860–1940), US-amerikanischer Old-Time-Musiker
- Baltzer, Armin (1842–1913), Schweizer Geologe und Mineraloge
- Baltzer, Axel (* 1963), deutscher Orthopäde
- Baltzer, Eduard (1814–1887), deutscher Demokrat und evangelischer TheologeEduard Baltzer (1814–1887)

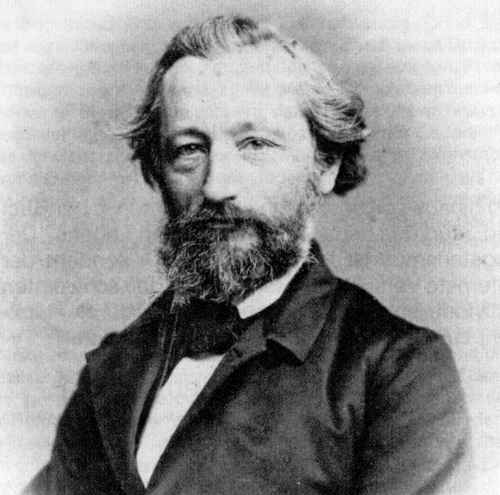
Eduard Baltzer (1814–1887)

- Baltzer, Ernst (1899–1992), deutscher Rechtsanwalt
- Baltzer, Franz (1857–1927), deutscher Eisenbahn-Ingenieur und Baubeamter
- Baltzer, Friedrich (1801–1885), deutscher evangelischer Pfarrer, Revolutionär und Dichter
- Baltzer, Fritz (1884–1974), Schweizer Zoologe, Entwicklungsbiologe und Genetiker
- Baltzer, Gertrud (1900–1993), deutsche Krankenschwester und Trägerin der Florence-Nightingale-Medaille
- Baltzer, Hans (1900–1972), deutscher Grafiker, Illustrator und Buchgestalter
- Baltzer, Heike (* 1964), deutsche Tischtennisspielerin
- Baltzer, Jeannette (* 1858), deutsche Schriftstellerin
- Baltzer, Jochen (* 1937), deutscher Gebrauchsgrafiker
- Baltzer, Johann Baptist (1803–1871), deutscher katholischer Theologe
- Baltzer, Johannes (1862–1940), deutscher Architekt, Stadtplaner, Baubeamter und Denkmalpfleger in Lübeck
- Baltzer, Johannes (* 1933), deutscher Jurist
- Baltzer, Jörg (* 1941), deutscher Gynäkologe
- Baltzer, Justus (1863–1942), deutscher Pädagoge
- Baltzer, Klaus (1928–2017), deutscher evangelischer Theologe und emeritierter Professor für Alttestamentliche Theologie
- Baltzer, Martin (1898–1971), deutscher Marineoffizier, zuletzt Vizeadmiral im Zweiten Weltkrieg
- Baltzer, Otto (1863–1934), deutscher evangelischer Pfarrer und Superintendent
- Baltzer, Richard (1818–1887), deutscher Mathematiker
- Baltzer, Richard (1886–1945), deutscher Generalleutnant, Generalmajor der Landespolizei
- Baltzly, Dirk (* 1963), US-amerikanisch-australischer Klassischer Philologe und Philosophiehistoriker